# Raymond III de Pallars Jussà
Raymond III de Pallars Jussà (né à une date inconnue - mort en 1047) est comte de Pallars Jussà de 1010 à sa mort. Il succède à son père Suniaire, comte de Pallars, dont il reçoit une partie de l'héritage, le Pallars Jussà.

## Biographie
Les origines de Raymond III sont obscures : ni sa date, ni son lieu de naissance ne sont connus. Il est le fils du comte de Pallars Suniaire et de son épouse Ermengarde de Rouergue. Il est associé au pouvoir de son père vers 1006, qui gouverne le comté de Pallars avec Armengol, fils d'Ermengarde de Rouergue et de son premier mari.
En 1010, à la mort de son père, il partage les territoires de son père avec son frère, Guillaume II, écartant leur cousin et demi-frère, Armengol, du pouvoir. Il reçoit le Pallars Jussà, partie la plus méridionale du comté de Pallars, la plus peuplée et la plus riche.
Raymond III semble poursuivre la lutte contre les musulmans, mais sans en prendre l'initiative. Les seigneurs du comté d'Urgell, conduits par Arnaud Mir de Tost, s'emparent de la vallée de Tremp, de la sierra de Montsec et d'Àger dans les années 1030-1040. Ces terres sont placées sous la suzeraineté de Raymond III, cependant, les possibilités d'expansion du comté sont bloquées par ces seigneurs. Aussi Raymond III fortifie-t-il une ligne de défense au sud de son comté, qui s'appuie sur plusieurs châteaux forts : Mur, Guàrdia, Llimiana, Orcau, Conques, Basturs, Toló et Llordà.
Les conflits se multiplient d'ailleurs avec les comtés voisins. Il se trouve régulièrement en conflit avec son neveu, Bernard II. Il a également des conflits avec le comte d'Urgell, Armengol III, au sujet du château de Llimiana. En 1040, ils signent une convenientia, selon laquelle Raymond III rend le château en fief et d'une somme de 40 onces d'or.
Il meurt en 1047.

## Mariages et descendance
Raymond III épouse en premières noces Mayor de Castille, fille du comte de Castille, García Ier, et d'Ava de Ribagorce, sœur de la belle-mère de Raymond III, Toda de Ribagorce. De cette union sont issus :
- Raymond IV (?-1098), comte de Pallars Jussà ;
- Suniaire de Pallars Jussà (?-1103) ;
- Richarde.

Il épouse en secondes noces une certaine Ermessinde, mais cette union reste sans descendance.